# Reconstruction Finance Corporation
La Reconstruction Finance Corporation était une agence gouvernementale américaine instaurée à la fin du mandat de Herbert Hoover. Elle fut officiellement créée par le Reconstruction Finance Corporation Act le 22 janvier 1932. Elle constituait l'un des instruments du gouvernement américain pour faire face à la Grande Dépression qui touchait les États-Unis depuis le krach de 1929. 
L'agence distribua environ deux milliards USD aux États ainsi qu'aux gouvernements locaux, tout en octroyant des prêts aux banques, aux compagnies de chemin de fer, aux corporations immobilières fermières, ainsi qu'à diverses entreprises, dont celle qui fabriquait les maisons Lustron. Les prêts furent quasiment tous remboursés. 
L'agence se maintint pendant le New Deal de Franklin D. Roosevelt et joua un rôle majeur dans la sortie de la Grande Dépression, et dans la mise en place des programmes d'aide instaurés au cours du New Deal. 
L'agence fut supprimée par le Reorganization Plan le 30 juin 1957.